# Santo Domingó-i metró
A Santo Domingó-i metró (spanyolul: Metro de Santo Domingo) a dominikai köztársasági Santo Domingo metróhálózata.

## Történelem
Az első vonal építése 2005-ben kezdődött, a próbavonatok 2008. december 22-én indultak. 2008. december 22. és január 6. között a vonalat ideiglenesen megnyitották az utasok előtt; ebben az időszakban az utazás ingyenes volt. A vonalat hivatalosan 2009. január 29-én adták át; a rendes üzem január 30-án kezdődött el.
A második vonal építése 2009 novemberében kezdődött, és 2013 áprilisában nyílt meg. 2014 áprilisában további építkezések kezdődtek a vonal keleti irányú továbbépítése végett. Négy további állomást építettek, ezeket 2018 augusztusában adták át.

## Állomások
| 1-es vonal 14,5 km 16 állomás | 2-es vonal 16,5 km 18 állomás |
| - Mamá Tingó - Gregorio Urbano Gilbert - Gregorio Luperón - José Francisco Peña Gómez - Hermanas Mirabal - Máximo Gómez - Los Taínos - Pedro Livio Cedeño - Manuel Arturo Peña Batlle - Juan Pablo Duarte - Juan Bosch - Casandra Damirón - Joaquín Balaguer - Amín Abel - Francisco Alberto Caamaño - Centro de los Héroes | - María Montez - Pedro Francisco Bonó - Francisco Gregorio Billini - Ulises Francisco Espaillat - Pedro Mir - Freddy Beras Goico - Juan Ulises García Saleta - Juan Pablo Duarte - Colonel Rafael Tomás Fernández - Mauricio Báez - Ramón Cáceres - Horacio Vásquez - Manuel de Jesús Galván - Eduardo Brito - Ercilia Pepin - Rosa Duarte - Trina de Moya de Vasquez - Concepción Bona |

## Fordítás
- Ez a szócikk részben vagy egészben  a   Santo Domingo Metro című angol Wikipédia-szócikk ezen változatának fordításán alapul.  Az eredeti cikk szerkesztőit annak laptörténete sorolja fel. Ez a jelzés csupán a megfogalmazás eredetét és a szerzői jogokat jelzi, nem szolgál a cikkben szereplő információk forrásmegjelöléseként.